# Carmine Falcone
Carmine Falcone é um criminoso fictício da DC Comics, inimigo do super-herói Batman. Ele fez sua primeira aparição em Batman: Year One, escrita por Frank Miller e David Mazzucchelli em 1987.